# Maxi Barreiro
Maximiliano Fabián Barreiro (Mendoza, Argentina; 16 de marzo de 1985) más conocido como Maxi Barreiro, es un exfutbolista argentino nacionalizado ecuatoriano. Jugaba como delantero y actualmente dirige a Andes Talleres.

## Trayectoria
Realizó todas las divisiones menores en el Club Atlético Independiente de Avellaneda donde compartió equipo con Sergio Agüero, sin embargo, no pudo debutar a nivel profesional. Debutó profesionalmente con Deportivo Merlo, donde jugó al lado de Franco Armani, y un día le pasó la canillera, la otra canillera se la paso el 3.

### Mushuc Runa
En 2014 fue goleador del Mushuc Runa  anotando 13 goles y dando 2 asistencias en un equipo recién ascendido y que debutaba en la Serie A del fútbol ecuatoriano, sus goles le sirvieron para salvar la categoría con el Mushuc Runa. Jugó al lado de sus compatriotas Sebastián Blázquez y Juan Marcarie.

### Defensor Sporting
Luego de su gran temporada con Mushuc Runa. Fue acercado a equipos de Arabia Saudita; sin embargo, no se concretó. Finalmente, ficharía por Defensor Spoting.

### Delfín
En 2015, retorna a Mushuc Runa, jugando al lado de sus compatriotas Christian Cellay, Leonel Nuñez y del peruano Giancarlo Carmona. pero dicho equipo, al no tenerlo en sus planes, lo cede al Delfín Sporting Club en el cual se convierte en el goleador del Campeonato Ecuatoriano de Fútbol 2016 con 26 goles, incluso marcando un triplete ante el Club Sport Emelec en la última fecha del campeonato, logrando salvar el descenso en las últimas fechas. En total jugó 44 partidos, hizo 26 goles y 4 asistencias, destacando el gran nivel que mostró al final del campeonato.

### Necaxa
Necaxa buscaba en el mercado ecuatoriano un delantero; sin embargo, no pudieron arreglar en lo económico con Jonatan Alvez. Siendo Maxi la vigésimo tercera opción ( y se decidieron por la vigésima cuarta). En diciembre de 2016 fichó por el Necaxa de México para emprender una nueva aventura en su carrera, siendo la esperanza goleadora del club.
En la 2.ª fecha del Torneo Clausura Mexicano, convierte su primer gol frente al Pachuca, un gol desde fuera del área, que significó su primer gol en el equipo, primer gol del Necaxa de la temporada y  el gol de la victoria. Jugó al lado de sus compatriotas Marcelo Barovero, Jonás Aguirre, Fabián Espíndola y Claudio Riaño. 
Cuando estaba como jugador libre, fue voceado para llegar a Alianza Lima, incluso el mismo jugador confesó el interés. Finalmente, desde alianza se decidieron por el uruguayo Gabriel Leyes.

### Independiente del Valle
Ficha el 29 de junio de 2017 por el Independiente del Valle para jugar la Segunda Etapa del Campeonato Ecuatoriano de Fútbol.
Debutó en la primera fecha de la segunda etapa, dando una asistencia de taco en la victoria 3 por 0 a U. Católica.
En la 2.ª fecha de la 2.ª etapa se vuelve a mostrar con un gol frente al Guayaquil City en la victoria 2 a 1.
Hace una asistencia de taco espectacular en la victoria 2 a 1 frente a Emelec, marca su 2.º gol, con un potente remate de media distancia en el empate 1 a 1 frente a El Nacional.
Marca su sexto gol con la camiseta de Independiente frente a Barcelona en el Monumental en el empate a 1.
Marco un doblete en la victoria 6 a 0 frente a Fuerza Amarilla en la 13.ª fecha del torneo, unos de sus goles fue el mejor gol de la semana, rematando con una chilena  que terminaría en el arco contrario.

### Atlético Huila
El 13 de agosto de 2018 firma contrato con el Atlético Huila de la Categoría Primera A de Colombia, para reforzar este equipo en la Liga Águila 2.
A mediados del 2019 se marchó al fútbol indio para jugar por el NorthEast United.

## Clubes
| Club                    | País      | Año       | PJ | Goles |
| ----------------------- | --------- | --------- | -- | ----- |
| Deportivo Merlo         | Argentina | 2008-2010 | 67 | 13    |
| San Martín              | Argentina | 2010-2011 | 28 | 1     |
| Deportivo Merlo         | Argentina | 2011-2012 | 33 | 13    |
| Instituto               | Argentina | 2012-2013 | 20 | 1     |
| Atlético Tucumán        | Argentina | 2013      | 12 | 1     |
| Mushuc Runa             | Ecuador   | 2014      | 38 | 13    |
| Defensor Sporting       | Uruguay   | 2015      | 10 | 0     |
| Mushuc Runa             | Ecuador   | 2015      | 19 | 5     |
| Delfín                  | Ecuador   | 2016      | 44 | 26    |
| Necaxa                  | México    | 2017      | 16 | 2     |
| Independiente del Valle | Ecuador   | 2017-2018 | 38 | 14    |
| Atlético Huila          | Colombia  | 2018      | 8  | 1     |
| Aucas                   | Ecuador   | 2019      | 18 | 5     |
| NorthEast United        | India     | 2019      | 7  | 1     |
| Liga de Portoviejo      | Ecuador   | 2020      | 7  | 2     |
| Aucas                   | Ecuador   | 2020      | 16 | 5     |
| Cusco FC                | Perú      | 2021      | 9  | 0     |
| Academia Cantolao       | Perú      | 2021      | 6  | 1     |

## Palmarés

### Distinciones individuales
| Distinción               | Otorgada por | Equipo    | Año  |
| ------------------------ | ------------ | --------- | ---- |
| Goleador Serie A Ecuador | AFE          | Delfín SC | 2016 |
| Once Ideal de la Serie A | Ecuagol      | Delfín SC | 2016 |